# Трово
Трово (італ. Trovo) — муніципалітет в Італії, у регіоні Ломбардія,  провінція Павія.
Трово розташоване на відстані близько 470 км на північний захід від Рима, 24 км на південний захід від Мілана, 15 км на північний захід від Павії.
Населення — 1046 осіб (2014).

## Демографія
Населення за роками:

Станом на 1 січня 2023 року в муніципалітеті офіційно проживали 24 іноземці з 9 країн, серед них 13 громадян країн Євросоюзу та 2 громадяни України.

## Сусідні муніципалітети
- Баттуда
- Берегуардо
- Казорате-Примо
- Мотта-Вісконті
- Роньяно
- Тривольціо
- Вернате